# ناونهوف
ناونهوف (بالألمانية: Naunhof) هي بلدة ألمانية تقع في ألمانيا في ساكسونيا. يقدر عدد سكانها بـ 8,658 نسمة .